# Holopogon currani
Holopogon currani är en tvåvingeart som beskrevs av Martin 1959. Holopogon currani ingår i släktet Holopogon och familjen rovflugor. Inga underarter finns listade i Catalogue of Life.